# Polly Redhead
Polly Redhead è un film muto del 1917 diretto da Jack Conway. La sceneggiatura si basa su Pollyooly, romanzo di Edgar Jepson pubblicato a Indianapolis nel 1912. La protagonista, Ella Hall, che impersona una dodicenne, all'epoca aveva vent'anni. Gli altri interpreti del film erano Gertrude Astor, Charles Hill Mailes, Gretchen Lederer, George Webb, Dick La Reno.

## Trama
La giovanissima Polly lavora come cameriera dell'avvocato John Ruffin per poter mantenere il fratellino Edgar. L'avvocato, fidanzato con la sorella di Lady Osterley, prende in simpatia la piccola cameriera anche perché è molto somigliante a Marion, la figlia di Lady Osterley, una bambina contesa tra lei e il marito che ne vuole l'affido esclusivo ai danni della moglie. Per aiutare Lady Osterley, Ruffin progetta il piano di sostituire Polly con Marion, facendo così fuggire la ragazzina con la madre. Alla fine, tutte le disavventure di Polly si risolvono: lei trova una nuova casa, mentre Lady Osterley e il duca, suo marito, ritrovano la pace familiare.

## Produzione
Il film fu prodotto dall'Universal Film Manufacturing Company (Bluebird Photoplays).

## Distribuzione
Il copyright del film, richiesto dalla Bluebird Photoplays, Inc., fu registrato il 14 febbraio 1917 con il numero LP10193. Distribuito dall'Universal Film Manufacturing Company come Bluebird, il film uscì nelle sale cinematografiche statunitensi il 19 marzo 1917.

### Conservazione
Copia completa della pellicola si trova conservata negli archivi del Museum Of Modern Art di New York.